# Anomis mesogona
Anomis mesogona là một loài bướm đêm trong họ Erebidae.